# Pompilidae
I Pompilidi (Pompilidae Harris, 1987) sono una famiglia di insetti, inclusa nell'ordine degli Hymenoptera.
Questa famiglia comprende oltre 4000 specie diffuse nelle zone tropicali, subtropicali e temperate.

## Descrizione
Le misure dei Pompilidi variano da 0.5-8 cm.
La maggior parte delle specie sono di colore blu o nero.

## Biologia
I Pompilidi hanno un veleno molto potente, in grado di paralizzare le proprie vittime. Le femmine ricercano i ragni e, dopo averne immobilizzato uno, lo trasportano in un nido approntato nel fango o in una fessura; qui depongono un solo uovo, quindi richiudono il nido.

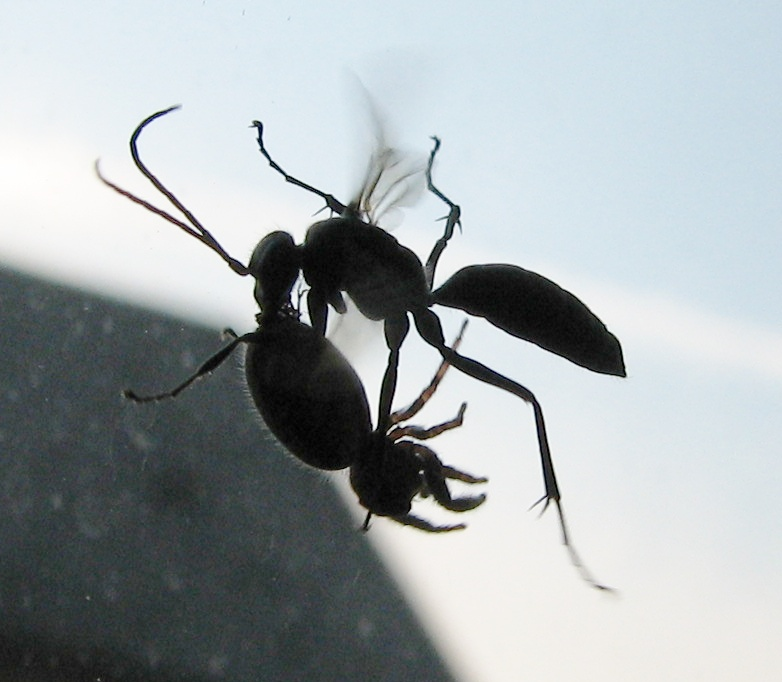
Un Pompilide in volo con preda
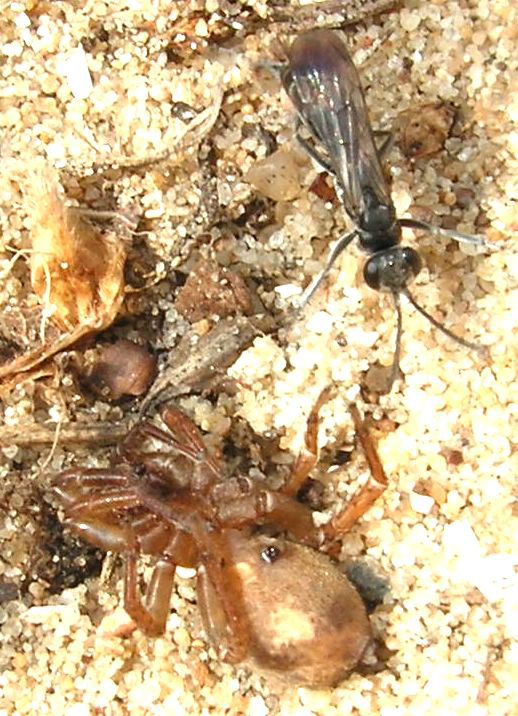
Un Pompilide alle prese con un ragno
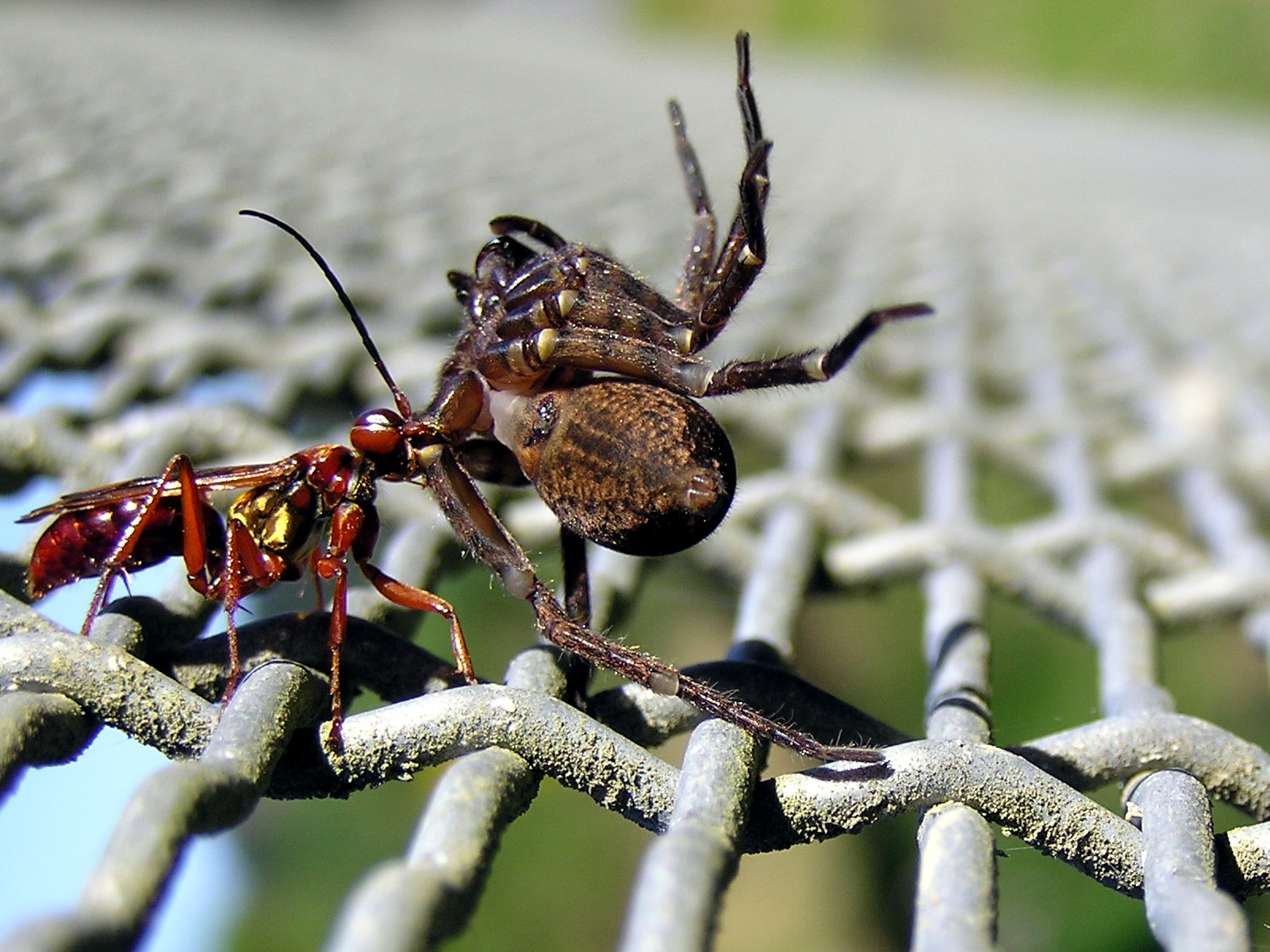
Un Pompilide all'attacco